# ケソ・マンチェゴ
ケソ・マンチェゴ（スペイン語: Queso Manchego、ラ・マンチャのチーズの意）あるいは単にマンチェゴは、スペインのラ・マンチャ地方を発祥とする、羊乳を原料としたチーズ。スペインで最もメジャーなチーズと評される。小説『ドン・キホーテ』にも登場する。
ケソはチーズの意で、マンチェゴは地方名を表す。原料乳のヒツジはマンチェガ種を使用することと規定されている。熟成期間別の呼び名も存在し、若いものはマンチェゴ・フレスコ (manchego fresco) 、 3ヶ月程度まではマンチェゴ・クラード (manchego curado) 、熟成期間が長いものはマンチェゴ・ビエーホ (manchego viejo) と呼ばれる。
形状は円筒状で、底面には線状の、側面には網目状の模様がついている。この模様はカゴ（あるいは筵と表現される）を使って作成していたためについた模様である。工場での生産が大半を占める現代においても、工程で使用する型を網目模様に成型することで、この模様がつくようにしている。内部はアイボリー〜黄の色合いを示し、気孔が見られる。PDOに合致した製品は、ドン・キホーテ主従をイメージしたラベルが添付されており判別が可能となっている。
長期保存を可能とするために、オリーブ・オイルに漬け込んだ商品も存在する。
食味は羊乳特有の甘みと、やさしい食後感が特徴とされる。スライスしてそのままワインとともに食してもよいし、下味をつけてから小麦粉と溶き卵をまぶしてオリーブ・オイルで揚げた料理もある。
2014年、マンサナーレスにケソ・マンチェゴ博物館がオープンした。チーズの生産工程などが見学できる。